# Knasibfita
La knasibfita és un mineral de la classe dels halurs. El seu nom fa referència als elements químics que la componen: K, Na, Si, B i F.

## Característiques
La knasibfita és un halur de fórmula química K₃Na₄(SiF₆)₃(BF₄). Cristal·litza en el sistema ortoròmbic.
Segons la classificació de Nickel-Strunz, la knasibfita pertany a «03.CH - Halurs complexos, silicofluorurs» juntament amb els següents minerals: mal·ladrita, bararita, criptohalita, hieratita i demartinita.

## Jaciments
La knasibfita va ser descoberta al cràter La Fossa, a Vulcano (Sicília, Itàlia) l'any 2006. Es tracta de l'únic indret on ha estat trobada aquesta espècie mineral.